# Marknadsföringsetik
Marknadsföringsetik är ett område som hanterar den moraliska delen i utförandet och regleringen av marknadsföring. Till skillnad från Marknadsföringslagen, som är den centrala lag som i Sverige styr hur, var och till vem företag får marknadsföra sig, är marknadsföringsetik oskrivna regler och normer som fungerar vägledande för företagen. Det kan uppfattas som ett komplext ämne eftersom alla har olika syn på vad som är rätt och fel.
För att pröva, vägleda och informera om marknadsföring finns i Sverige sedan 2009 Reklamombudsmannen. Reklamombudsmannen ersatte Marknadsetiska rådet och Näringslivets etiska råd mot könsdiskriminerande reklam. Reklamombudsmannen arbetar med normbildande verksamhet som till viss del går att likna med marknadsföringsetik. Inom marknadsföring finns det olika områden där det gäller för företagen att tänka efter hur de arbetar. 

## Specifika områden

### Marknadsundersökningar
När företag utför marknadsundersökningar kommer de över både personlig och konfidentiell information, vilket utgör en stor risk för både företag och kunder. Det kan kännas otryggt för kunder att lämna ifrån sig för mycket information och därför krävs det att företagen hanterar informationen på ett bra sätt, det är dessutom olagligt att lämna ut information om personer till en annan part.

### Målgrupp
Etiska problem som kan uppstå vid marknadssegmentering är att företag inte bör exkludera målgrupper i processen, samtidigt får företag inte rikta sig direkt till utsatta målgrupper som till exempel sjuka eller barn, då dessa grupper exponeras.
Begreppen sårbar eller sårbarhet är också ett problem inom marknadsföringen gällande målgrupper då det finns en viss problematik gällande definitionerna av begreppen. Detta för att ingen riktigt kunnat dra slutsatsen om vilken/vilka personer eller målgrupper som ska placeras under rubriken. Till exempel så diskuteras det om skuldsatta personer ska ses som en "sårbar målgrupp" eller inte. 

### Prissättning
Etisk prissättning finns för att företagen ska kunna sälja sina varor eller tjänster utan att lura eller vilseleda sina kunder och konkurrenter. Några exempel på etisk prissättning är priskrig, prisdiskriminering och dumpning.

### Etik inom reklam
Etisk marknadsföring betonar metoder som hänvisar till öppna, pålitliga och ansvarsfulla och/eller organisatoriska marknadsföringstaktiker och handlingar som visar prov på integritet såväl som ärlighet mot kunder och aktieägare. 
När företag gör reklam gäller vissa krav som ställs i marknadsföringslagen. Ett huvudkrav på reklam är att den ska följa vad som kallas ”god marknadsföringssed”. Kraven på reklamen ställs för att skydda konsumenterna från vilseledande och osund marknadsföring. God marknadsföringssed är en del av marknadsföringslagen . Med god marknadsföringssed menas i huvudsak det utomrättsliga normsystemet som har utvecklats inom näringslivet. Vad som anses vara god marknadsföringssed kan variera beroende på bransch, vara eller försäljningssätt, men har till exempel att göra med vad företagen säger i sin marknadsföring eller sättet som de kontaktar kunden på vid försäljning. Marknadsföringsetik innebär allmänt accepterade normer inom särskilda områden eller normer som har fastställts av olika näringslivsorganisationer. Detta uttryck beaktas vid behov av Reklamombudsmannen och Reklamombudsmannens opinionsnämnd när ICC:s regler inte kan användas.

### Marknadsstrategi
Marknadsstrategi kallas den kombination av strategier som ett företag använder sig av för att åstadkomma sina mål med marknadsföringen. Formulering, analys och utvärdering av ett företags taktiska position ingår även det inom marknadsstrategin.
Etisk marknadsstrategi är abstrakt och svårt att utforma på grund av att det som är rätt enligt en person kan anses vara fel enligt en annan. En etisk marknadsstrategi utformas med hjälp av noggranna analyser av företaget, konsumenterna och marknaden ett företag är verksam inom. Många företag väljer att undvika en etisk marknadsstrategi eftersom det kan vara kostsamt eller reducera vinsterna.
För att kunna skapa en etisk marknadsstrategi måste marknadsförare komma överens om vilken strategi de ska använda sig av för att utforma en kampanj. När en strategi utformas bör företaget se över vad som anses etiskt, exempelvis om kampanjen ska utgå från sanna påståenden, om den ska utformas på ett sätt som inte har inverkan på barn eller om företaget ska kritisera konkurrenter.

## Reglering och lagstiftning
Marknadsföringslagen är enligt Konsumentverket den centrala lag som styr hur, var och till vem företag får marknadsföra sig. Syftet med lagen är att försöka förhindra marknadsföring som är otillbörlig mot konsumenter och näringsidkare. Aggressiv och vilseledande marknadsföring anses vara otillbörlig enligt marknadsföringslagen. Däremot omfattar inte marknadsföringslagen sådan reklam som kan anses stötande och olämplig av andra anledningar, till exempel reklam som är diskriminerande eller nedvärderande. För att fylla det gapet finns den av näringslivet drivna Reklamombudsmannen (RO) vars syfte är att skapa hög etik inom marknadskommunikation och reklam .
RO låter konsumenter anmäla och ger utlåtanden om reklam för att sedan pröva om den är etiskt försvarbar. I ärenden där praxis inte finns alternativt där ett ärende blir överklagat från RO så skickas det vidare till Reklamombudsmannens opinionsnämnd (RON) som likt RO gör en bedömning utifrån Internationella Handelskammarens (ICC) regler för reklam och marknadskommunikation. Både RO och RON ska operera genom ett självreglerande system och genom normbildande verksamhet som är förenlig med marknadsföringsetik. Utöver detta arbetar RO med vägledning åt finansiärer angående marknadsföringsetiska frågor, med att informera företag genom exempelvis föreläsningar samt utbildar och uppdaterar finansiärer årligen, kostnadsfritt. Stiftelsen grundades 2009 och ersatte "Marknadsetiska rådet" och "Näringslivets etiska råd mot könsdiskriminerande reklamens uppgifter." 